# Pelgulinn

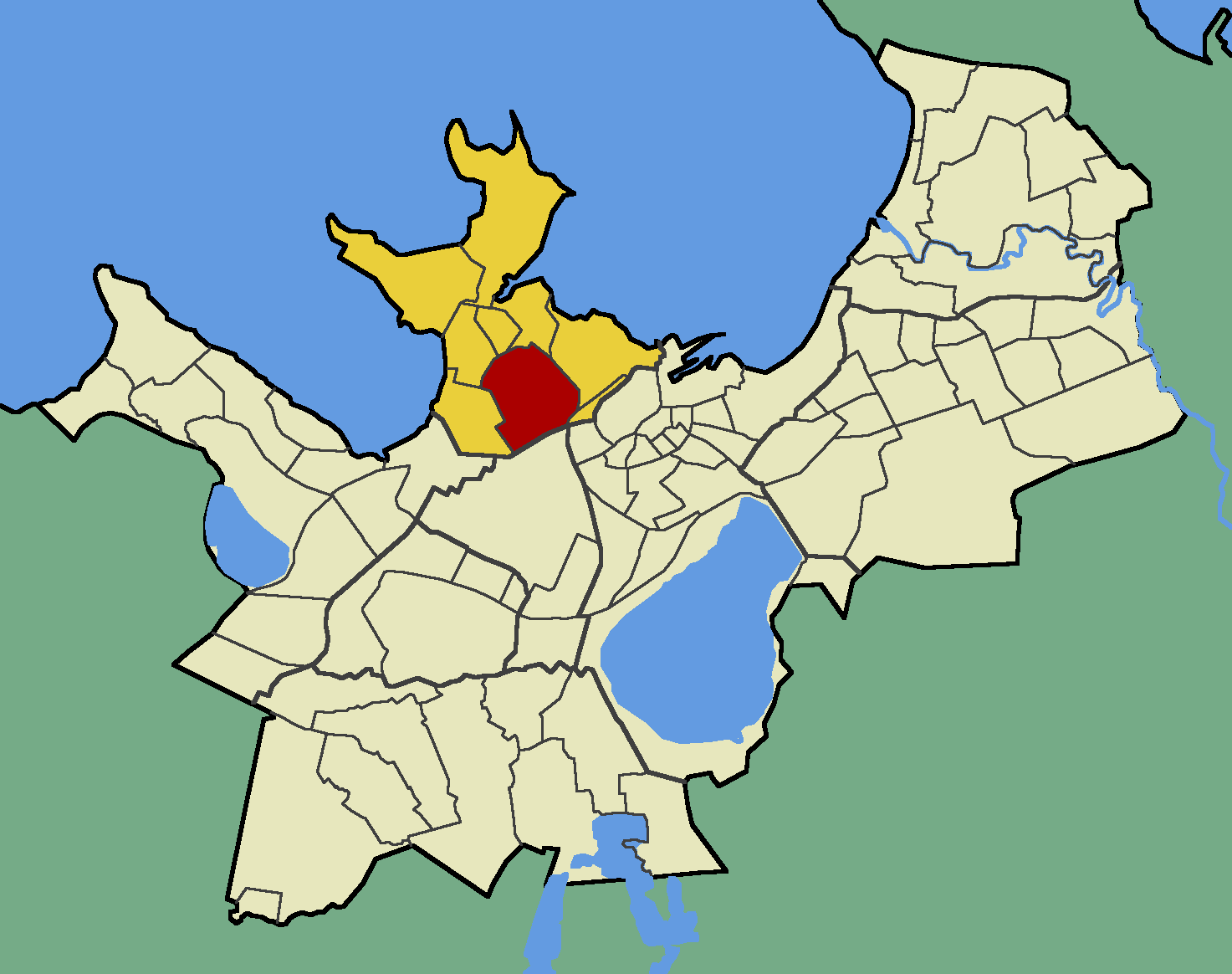
Lage von Pelgulinn (rot) im Tallinner Stadtteil Põhja-Tallinn (gelb)

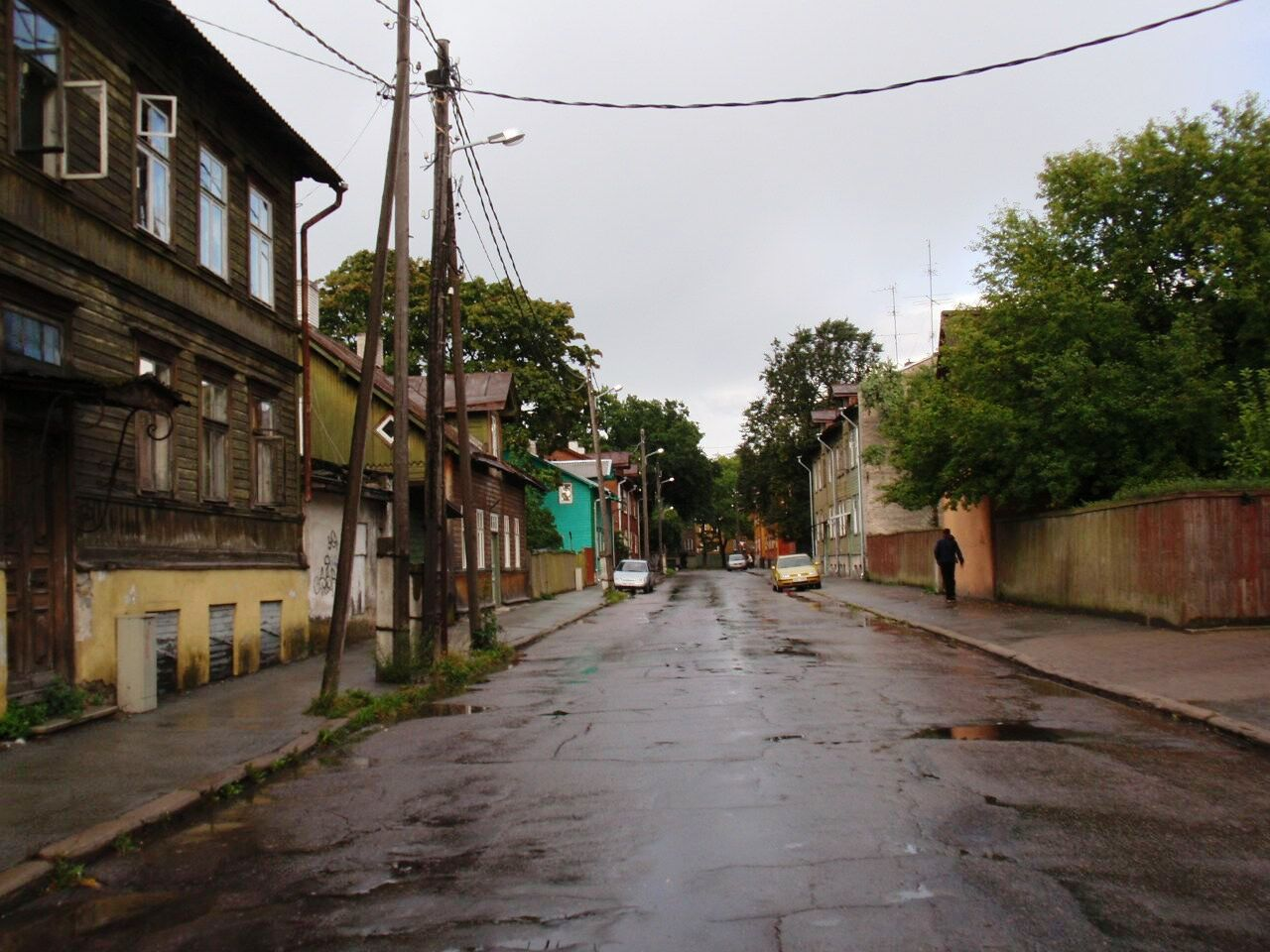
Die Härjapea-Straße im ältesten Teil Pelgulinns

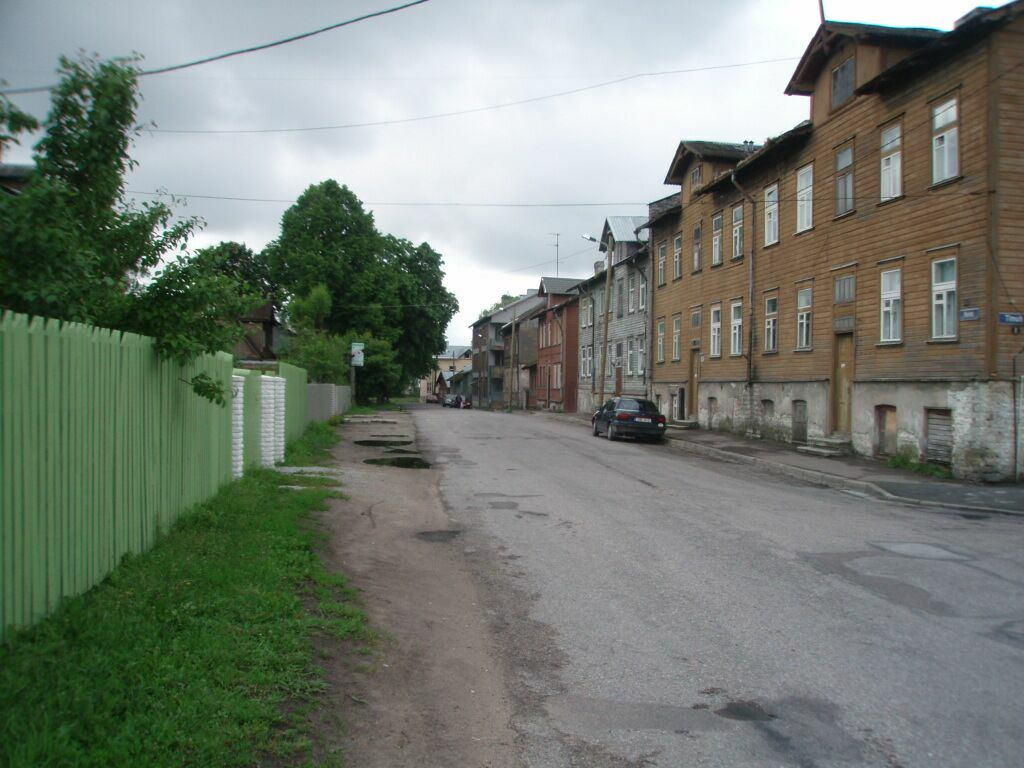
Ehemalige Arbeiterhäuser in der Heina-Straße

Pelgulinn ist ein Stadtbezirk (estnisch asum) der estnischen Hauptstadt Tallinn. Er ist einer der Bezirke des Stadtteils Põhja-Tallinn („Nord-Tallinn“).

## Lage, Geschichte, Architektur
Der Bezirk liegt etwa zwei Kilometer nordwestlich des Stadtzentrums, jenseits der Bahngleise in Nähe zum Baltischen Bahnhof. Der Stadtteil hat 14.606 Einwohner (Stand 2008).
Noch im 18. Jahrhundert bestand das Gebiet außerhalb der eigentlichen Stadt vornehmlich aus Wiesen und Wäldern. Es wurde von Menschen mit zweifelhaftem Ruf als Versteck genutzt, oft Kriminelle und Ausgestoßene. Pelgulinn bedeutet wörtlich „Schutzstadt“.
Ende des 19. Jahrhunderts wurde Pelgulinn als Stadtbezirk für Arbeiter angelegt. Viele von ihnen waren beim Bau der Eisenbahnverbindung zwischen Paldiski,  Tallinn und der russischen Hauptstadt Sankt Petersburg beschäftigt. Ende des 19. Jahrhunderts wurden in Pelgulinn ein Depot und eine Werkstatt für Lokomotiven gegründet. Mit fortschreitender Industrialisierung Tallinns kamen weitere Fabriken hinzu.
Das Bild des Viertels wird heute noch von den einfachen, meist zweigeschossigen Arbeiterhäusern aus Holz mit Keller und ausgebautem Dachgeschoss geprägt. Zahlreiche historizistische und Jugendstilhäuser von der Wende des 19. zum 20. Jahrhundert sind erhalten geblieben.
Pelgulinn entwickelte sich in den 1920er und 1930er Jahren als relativ grüne Vorstadt weiter. 1925 entstand ein geschlossener Wohnblock für städtische Angestellte. In dieser Zeit wurden zahlreiche Doppel- und Vierfachhäuser errichtet. Zwischen 1936 und 1939 entstand die Peeteli-Kirche nach Plänen des deutsch-estnischen Architekten Eugen Sacharias (1906–2002).
Während der sowjetischen Besetzung Estlands wurden einige mehrgeschossige Gebäude und öffentliche Einrichtungen zum Stadtbild Pelgulinnas hinzugefügt. Seit den 1960er Jahren existiert das Gymnasium von Pelgulinn. Das eindrucksvolle Gebäude wurde im post-stalinistischen Stil zwischen 1958 und 1963 gebaut.